# Charro (ruiter)

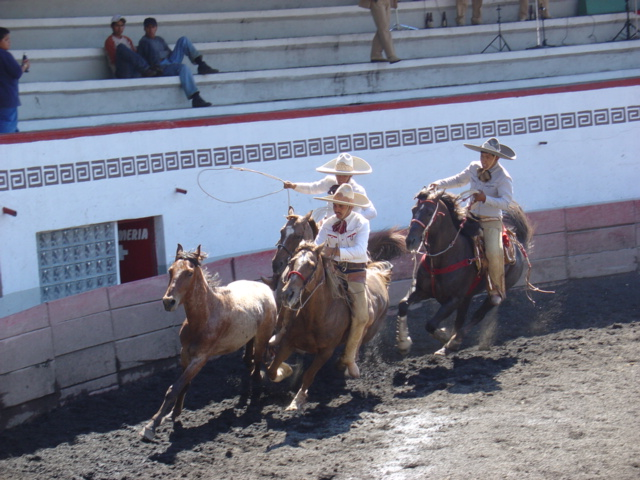
Charreada in Mexico

De charro is een traditioneel type ruiter uit Mexico.

## Oorsprong
Het woord is oorspronkelijk afkomstig van het Baskische txar, dat "iemand van het platteland" of "ruw persoon" betekent. Charro's vinden hun oorsprong in de charreada, de Mexicaanse variant op rodeo, die beoefend werd door de bekwaamste ruiters op de haciënda's. Ook hebben de charro's veel ontleend aan de chinaco's, de liberale cavaleristen die tijdens de Franse interventie in Mexico de Franse en keizerlijke troepen bevochten. Charro's worden vaak vergeleken met de Noord-Amerikaanse cowboys, hoewel dat niet helemaal correct is, daar de Mexicaanse evenknie van de cowboy de vaquero is. Daarnaast zijn er veel Mexicanen die menen dat de cowboy juist de Noord-Amerikaanse variant op de charro is, aangezien de cowboys hun kledingstijl deels ontleend hebben aan de charro.

## Kenmerken
De gebruikelijke kleding (traje de charro) van de charro's is afkomstig uit Jalisco, de deelstaat waar de meeste en beste charro's vandaan zijn gekomen. Het charro-uniform is overgenomen door de mariachimuzikanten, en door de rurales, de gevreesde plattelandspolitie tijdens het Porfiriaat. De charro geldt als de archetypische Mexicaan. In het buitenland worden zij vaak geassocieerd met de Mexicaanse Revolutie. Hoewel de revolutionairen qua uiterlijk en kledingstijl vaak overeenkwamen met de charro's, zijn echte charro's doorgaans vaak niet revolutionair, maar juist conservatief of zelfs reactionair. Verder staan zij bekend als stevige drinkers en goede minnaars. Volgens het archetype zijn charro's bovendien koppig, dapper, plichtsgetrouw en vooral machista.

Een parade van charro's in Mexico
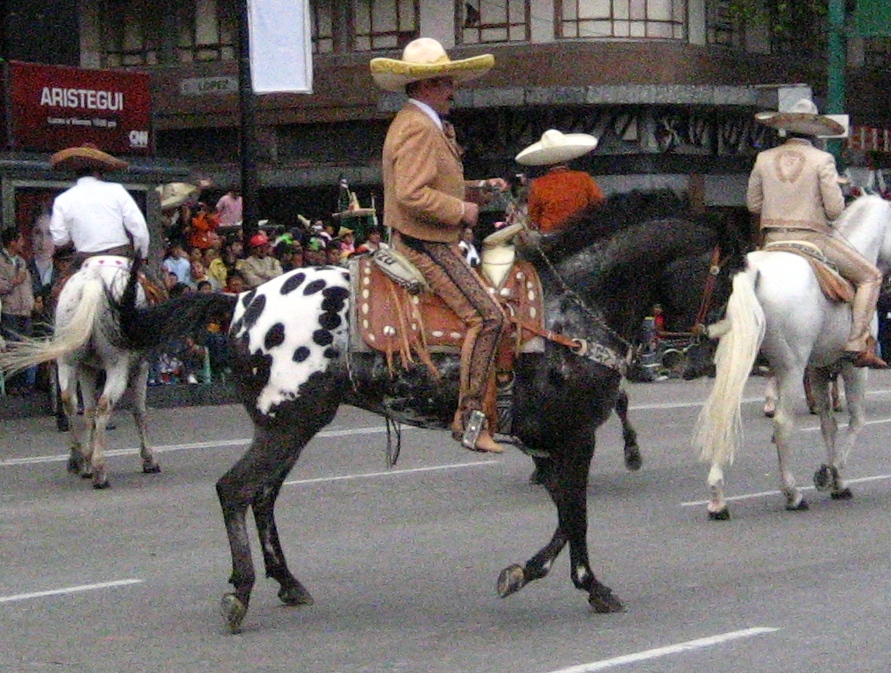
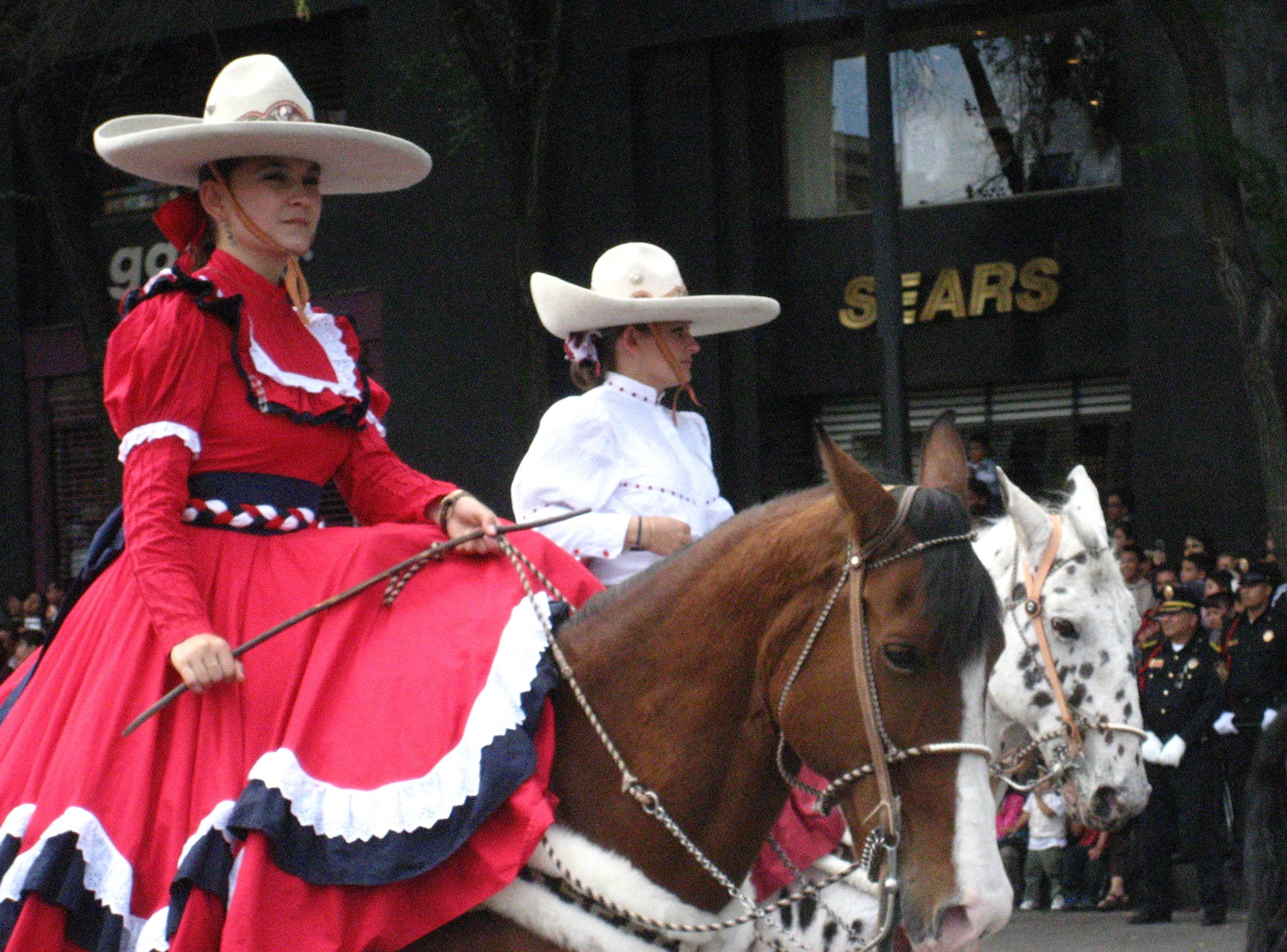

## Films
Een populair filmgenre uit de jaren 50 was de charrofilm, waarin de hoofdrol werd vervuld door een (meestal zingende) charro. Bekende sterren uit deze periode zijn Pedro Infante, Rodolfo de Anda, Tito Guízar, Jorge Negrete en Antonio Aguilar. Bekende films zijn La Vida No Vale Nada, ¡Ay Jalisco, No Te Rajes!, Allá en el Rancho Grande en Dos Tipos de Cuidado. De bijbehorende liederen, meestal van de hand van José Alfredo Jiménez en Vicente Fernández, worden vandaag de dag nog steeds gezongen.